# Бортництво

Наскельне зображення. Куевас-де-ла-Аранья, Іспанія.

Бо́ртництво — розведення бджіл в бортях, лісове бджільництво. Спосіб бджільництва, що прийшов на зміну примітивному «видиранню» меду диких бджіл у дуплах дерев. Первісне значення «борть» — дупло в дереві, в якому гніздилися бджоли.

## Історія ремесла
У давнину люди просто вистежували гніздо, коли закінчувався взяток (здобич, яку беруть бджоли з квіток медоносних рослин), і видовбували з нього солодкий продукт, часто при цьому знищуючи і комах, і саме дупло. Таке полювання значно вплинуло на чисельність диких бджіл, тому пізніше довелося освоювати ліси вглиб, обживаючи разом із тим нові землі.
Спочатку борть була штучно зробленим в ростучому дереві дуплом, пізніше бортю стали називати також дуплянку, прикріплену на дереві. Бортництво — найдавніший етап в розвитку бджільництва. Для нього характерне те, що знайдені в дуплах дерев гнізда не розорювали, як раніше, а стали зберігати, залишаючи для перезимівлі бджіл запас меду. Для збільшення числа бортей в деревах розчищали старі дупла, спеціально видовбували нові або виставляли на дерева колоди із штучно видовбаними дуплами (дуплянками).
Оселялися комахи найчастіше в соснових дуплах. Часом це були дерева, де вигнила середина чи в яке вдарила блискавка, утворивши ущелину. Це ідеально підходило для «побудови житла» диким бджолам — вони ніби «зашпакльовували» прополісом дірочки, захищаючись від інших комах, запах живиці сприяв активному роїнню, а соснове дерево, маючи природну смолу, служило додатковим утепленням взимку. Для дерева таке «заселення» мало свої переваги — не було гниття та пошкодження основи, бо віск і прополіс, які виробляють бджоли, мають дезінфікувальний ефект для середовища.
Пізніше для добування меду бджіл «прикурювали» — заспокоювали за допомогою диму. Промисел був доволі хаотичним та нераціональним, а тому з часом утворилися більш практичні форми добування. Спочатку борті просто привласнювалися: той, хто першим знаходив гніздо, робив мітку на дереві, а тому за звичаєвим правом ніхто більше не зазіхав на ту борть, а «власник» уже піклувався про свій вулик.

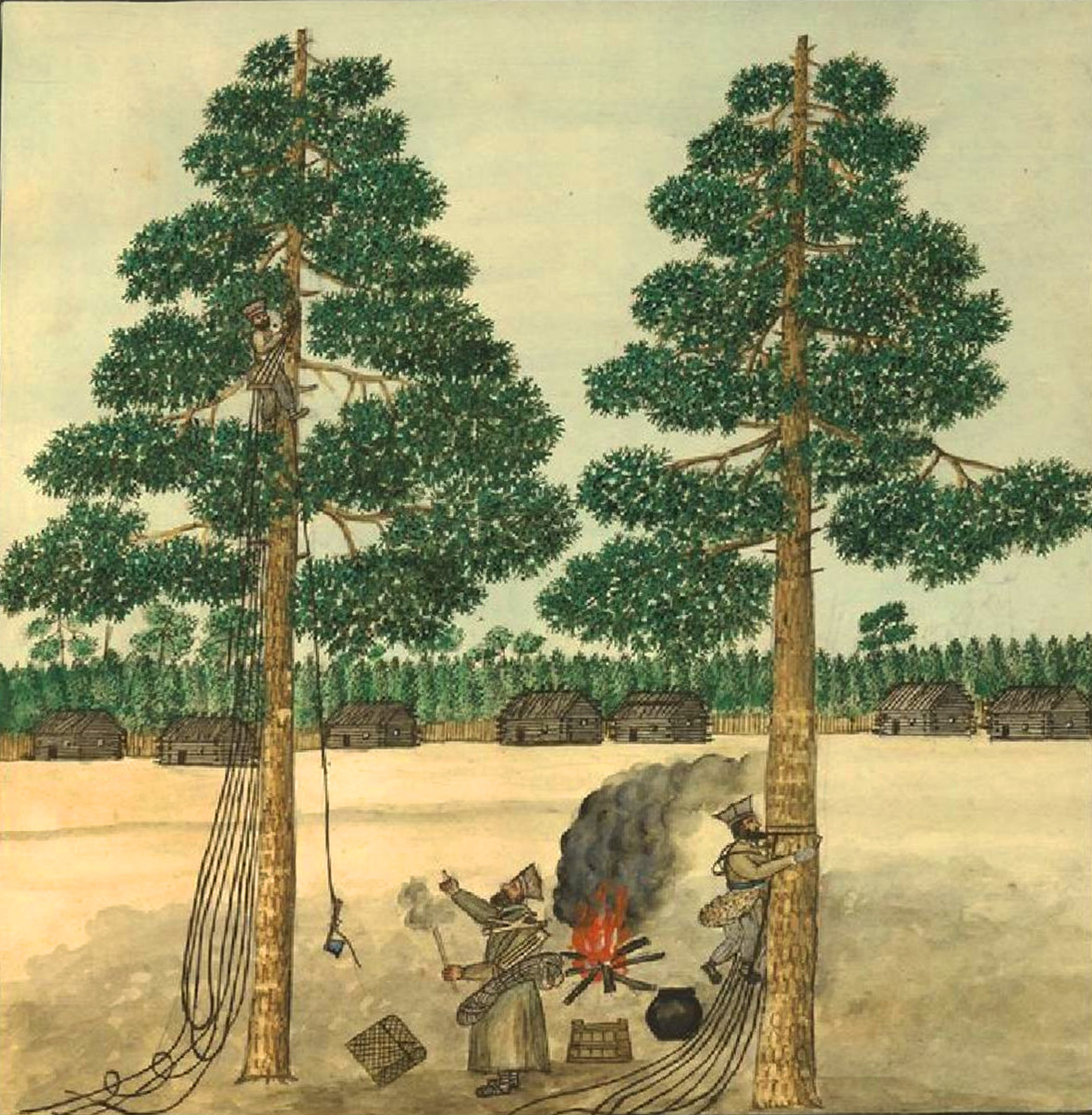
Де ля Фліз. Бортники з Вільшанки (1854)

На Русі бортництво мало велике господарське значення й охоронялося законами.
Ближче до XVII століття з'явилася ще одна форма бортництва — колодна. З поваленого бурею дерева відокремлювали бджолине гніздо. Прилаштовували його в лісі на інше дерево або ж складали серед оброблених колод на лісових пасіках, а пізніше стали виготовляти такі колоди самостійно та поселяти туди бджіл. Колоди вважалися найзручнішим та найкращим способом добування меду, навіть після винайдення рамкового вулика.
У XVIII столітті на землях під владою Московії бортників перетворили на кріпаків — категорію феодально залежного селянства, що сплачували феодалам медову данину.

## В Україні

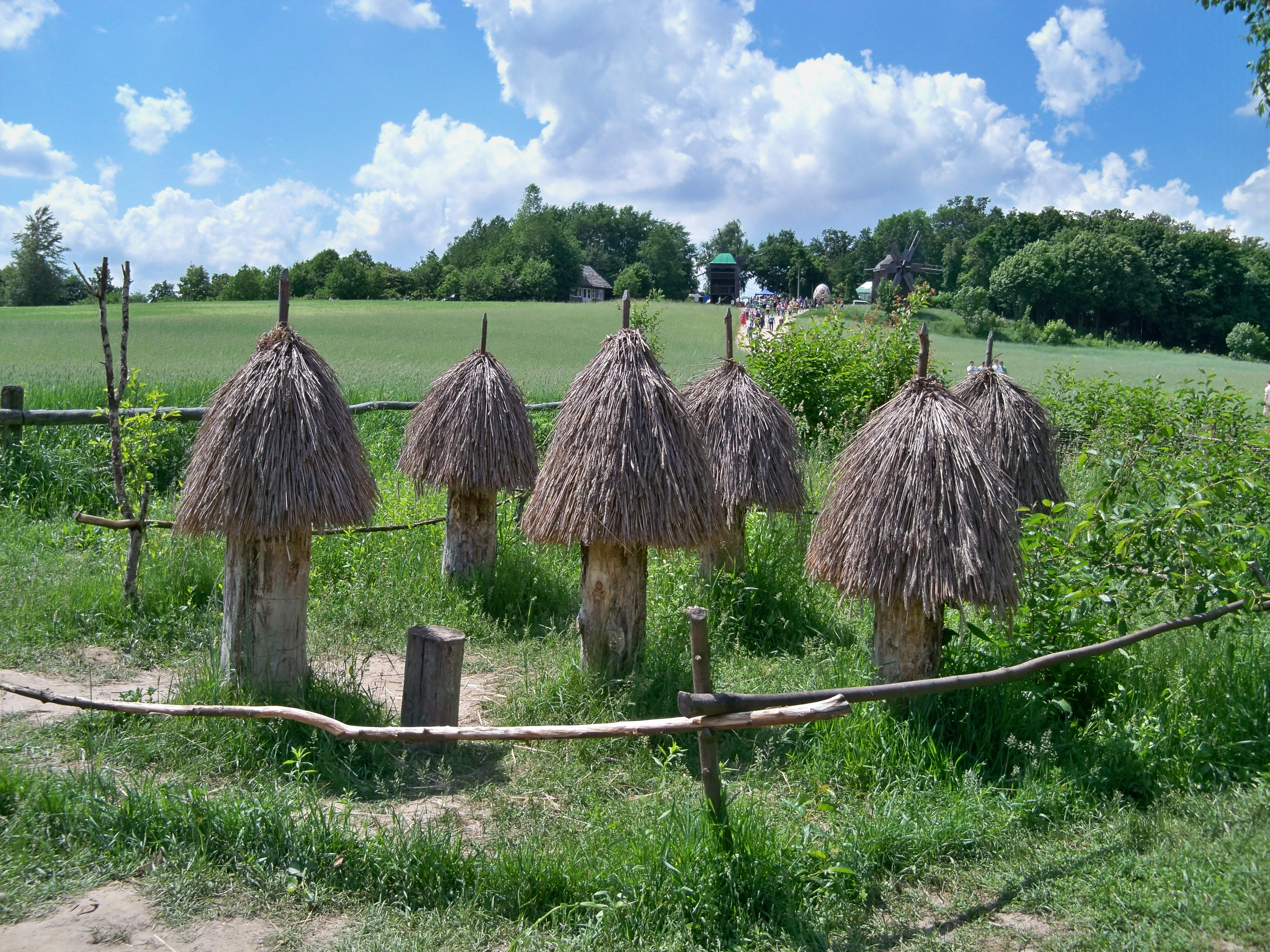
старовинні пасіки у музеї-скансені в Пирогово

В Україні найбільше славились бортництвом Чернігівщина, Полтавщина і Катеринославщина (тепер Дніпропетровська обл.). Довгий час це була одна із зон найрозвиненішого бджільництва. Бортництво дожило в лісах Волині, північної Чернігівщини та північної Київщини до початку XX століття.
Відродженню майже забутого ремесла в 90-х роках XX століття сприяла економічна криза та припинення роботи колгоспів. Це змусило частину поліщуків звернутись до ремесла пращурів. Так бортництво фактично було відроджене з небуття.
На початку XXI століття осередки бортництва існують у деяких селах північних районів Житомирської (Овруцький, Олевський) та Рівненської (Володимирецький, Рокитнівський) областей. Рамковий вулик і промислове пасічництво витіснило традиційне лісове, але на Житомирщині воно збереглося. Наприклад, на теренах Поліського заповідника й у місцевих селах функціонують майже 1800 бортей. Їх обслуговують родини із Селезівки, Сирниці і Кованки (Овруччина). Через відсутність відповідних дерев борті роблять із дощок або користуються зробленими їхніми предками. У цих селах є цілі династії бджолярів, які передають реманент і мудрість з покоління в покоління.   
На теренах Коростенщини працює музей бортництва. Він розміщений на території дендропарку “Перемога” у селі Ходаки. Музей має півтора десятка бортей, яким понад сто років. До речі, всі ці антикварні вулики і досі функціонують. 
Краєзнавець Юрій Халімончук з Олевщини також працює над висвітленням солодкої історії – він проводить тематичну екскурсію “Дикий мед або бортництво”.